# Sphenella aureliani
Sphenella aureliani är en tvåvingeart som beskrevs av Gheorghiu 1985. Sphenella aureliani ingår i släktet Sphenella och familjen borrflugor. Inga underarter finns listade i Catalogue of Life.